# Neussargues-Moissac
Pour les articles homonymes, voir Moissac (homonymie).
Neussargues-Moissac est une commune française située dans le département du Cantal, en région Auvergne-Rhône-Alpes. Du 1er décembre 2016 au 31 décembre 2024, elle est une commune déléguée au sein de la commune nouvelle de Neussargues en Pinatelle. Elle redevient une commune de plein exercice le 1er janvier 2025.

## Géographie

### Localisation
Neussargues-Moissac est un petit village du Cantal, situé aux pieds des Monts du Cézallier, au carrefour des vallées des rivières Alagnon et d'Allanche.
Dressé près du village, le rocher de Laval est une masse magmatique âgée de 4,5 millions d'années.
Les communes limitrophes sont Talizat, Coltines, Joursac, Celles, Sainte-Anastasie et Chalinargues.

## Toponymie
En auvergnat, la commune se nomme Nuçargue-Moissac [njyˈsargə mujˈsa].

## Histoire
Le site est très anciennement occupé. En amont de Moissac, la falaise de la Cuze domine un abri mésolithique et néolithique. Le village de Moissac était occupé dès les premiers siècles de notre ère par les Gallo-romains et un tertre funéraire avec plusieurs strates de  sarcophages mérovingiens a été découvert au début du XXe siècle dans l'ancien pré à dîme marqué par une ancienne croix de cimetière de style baroque.
Sous l'Ancien Régime, la paroisse se nommait Moissac parce qu'il s'agissait d'un prieuré créé sur une terre qui lui avait été donnée en 804 par l'abbaye de Moissac (Tarn-et-Garonne), dont Durand de Bredon sera abbé en 1047 alors qu'Odilon de Mercœur était abbé de Cluny.
La commune s'appelait Moissac jusqu'en 1871. En 1872, le chef-lieu de la commune est déplacé au hameau de Neussargues, localité qui s'est développée au  XIXe siècle grâce à la présence de la route nationale 122 et surtout d'une importante gare de chemin de fer. La commune prend le nom du hameau. En 1900 elle est rebaptisée "Neussargues-Moissac".
En 1er décembre 2016 elle fusionne avec les communes de Celles, Chalinargues, Chavagnac et Sainte-Anastasie pour constituer la commune nouvelle de Neussargues en Pinatelle dont elle est le chef-lieu,.
À la suite de la demande de quatre des cinq anciennes communes constitutives de Neussargues en Pinatelle dont Neussargues-Moissac, elle redevient une commune de plein exercice le 1er janvier 2025,.

## Politique et administration
| Période                                  | Période       | Identité         | Étiquette | Qualité                                                                   |
| ---------------------------------------- | ------------- | ---------------- | --------- | ------------------------------------------------------------------------- |
| Les données manquantes sont à compléter. |               |                  |           |                                                                           |
| juin 1995                                | avril 2014    | Pierre Dalle     |           | Éleveur                                                                   |
| avril 2014                               | décembre 2016 | Ghyslaine Pradel | SE        | Fonctionnaire. Conseillère départementale du canton de Murat (2015-2021). |

| Période       | Période       | Identité          | Étiquette | Qualité                                                                   |
| ------------- | ------------- | ----------------- | --------- | ------------------------------------------------------------------------- |
| décembre 2016 | mai 2020      | Ghyslaine Pradel  | SE        | Fonctionnaire. Conseillère départementale du canton de Murat (2015-2021). |
| mai 2020      | décembre 2024 | Michel Porteneuve | SE        | Ingénieur et cadre                                                        |

| Période                                  | Période  | Identité          | Étiquette | Qualité |
| ---------------------------------------- | -------- | ----------------- | --------- | ------- |
| Les données manquantes sont à compléter. |          |                   |           |         |
| février 2025                             | En cours | Michel Porteneuve |           |         |

## Population et société

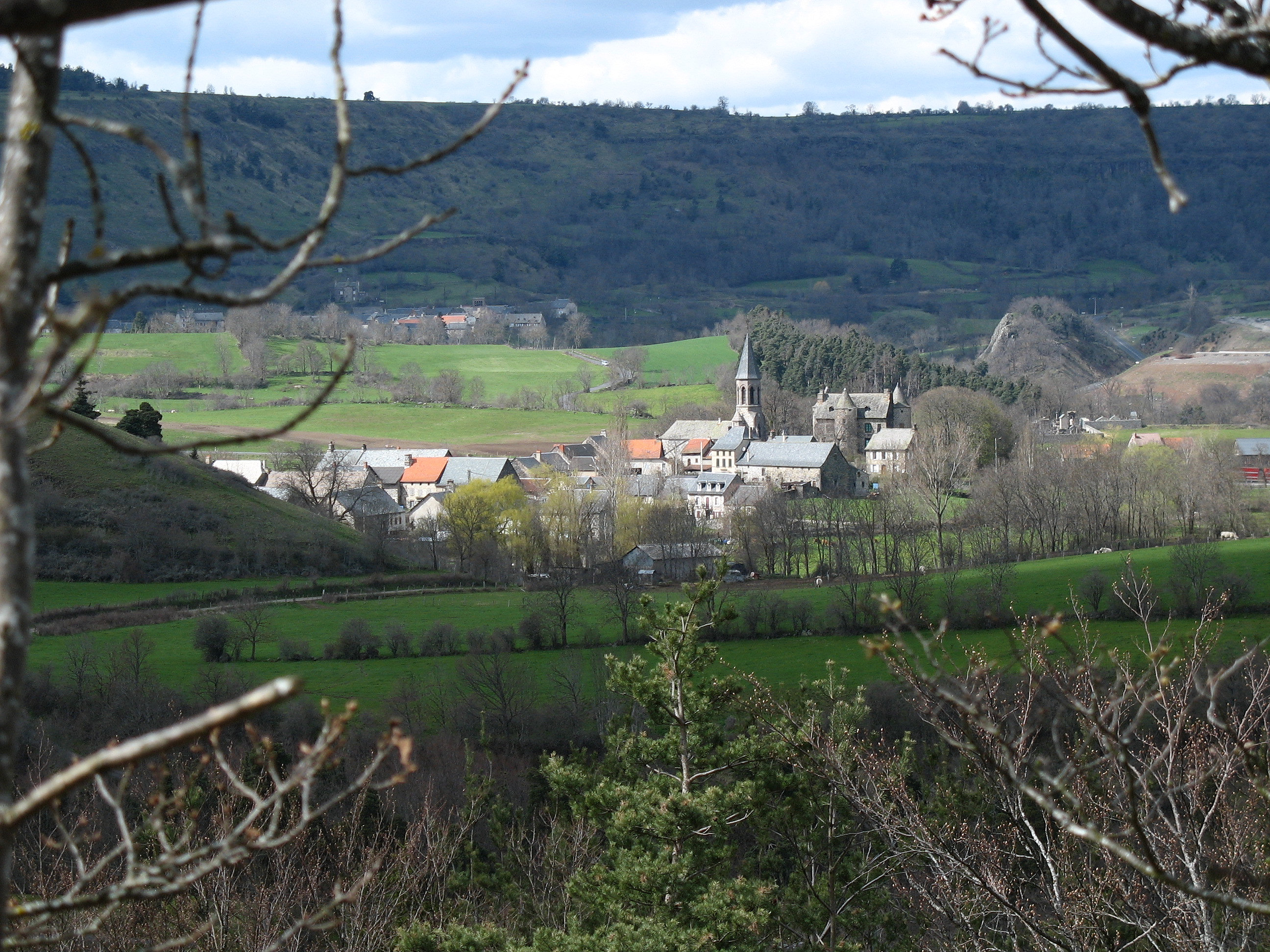
Vieux bourg de Neussargues.

### Démographie
L'évolution du nombre d'habitants est connue à travers les recensements de la population effectués dans la commune depuis 1793. Pour les communes de moins de 10 000 habitants, une enquête de recensement portant sur toute la population est réalisée tous les cinq ans, les populations de référence des années intermédiaires étant quant à elles estimées par interpolation ou extrapolation. Pour la commune, le premier recensement exhaustif entrant dans le cadre du nouveau dispositif a été réalisé en 2008.

En 2022, la commune comptait 834 habitants, en évolution de −14,11 % par rapport à 2016 (Cantal : −1,08 %, France hors Mayotte : +2,11 %).
| 1793 | 1800 | 1806 | 1821 | 1831 | 1836 | 1841 | 1846 | 1851 |
| ---- | ---- | ---- | ---- | ---- | ---- | ---- | ---- | ---- |
| 810  | 497  | 589  | 613  | 630  | 637  | 656  | 658  | 610  |

| 1856 | 1861 | 1866 | 1872 | 1876 | 1881 | 1886 | 1891 | 1896 |
| ---- | ---- | ---- | ---- | ---- | ---- | ---- | ---- | ---- |
| 641  | 583  | 556  | 675  | 681  | 897  | 900  | 790  | 831  |

| 1901 | 1906  | 1911  | 1921  | 1926  | 1931  | 1936  | 1946  | 1954  |
| ---- | ----- | ----- | ----- | ----- | ----- | ----- | ----- | ----- |
| 905  | 1 140 | 1 118 | 1 039 | 1 177 | 1 202 | 1 309 | 1 372 | 1 320 |

| 1962  | 1968  | 1975  | 1982  | 1990  | 1999  | 2006 | 2008 | 2013 |
| ----- | ----- | ----- | ----- | ----- | ----- | ---- | ---- | ---- |
| 1 257 | 1 252 | 1 213 | 1 186 | 1 231 | 1 030 | 980  | 968  | 996  |

| 2018 | 2022 | - | - | - | - | - | - | - |
| ---- | ---- | - | - | - | - | - | - | - |
| 948  | 834  | - | - | - | - | - | - | - |

## Économie

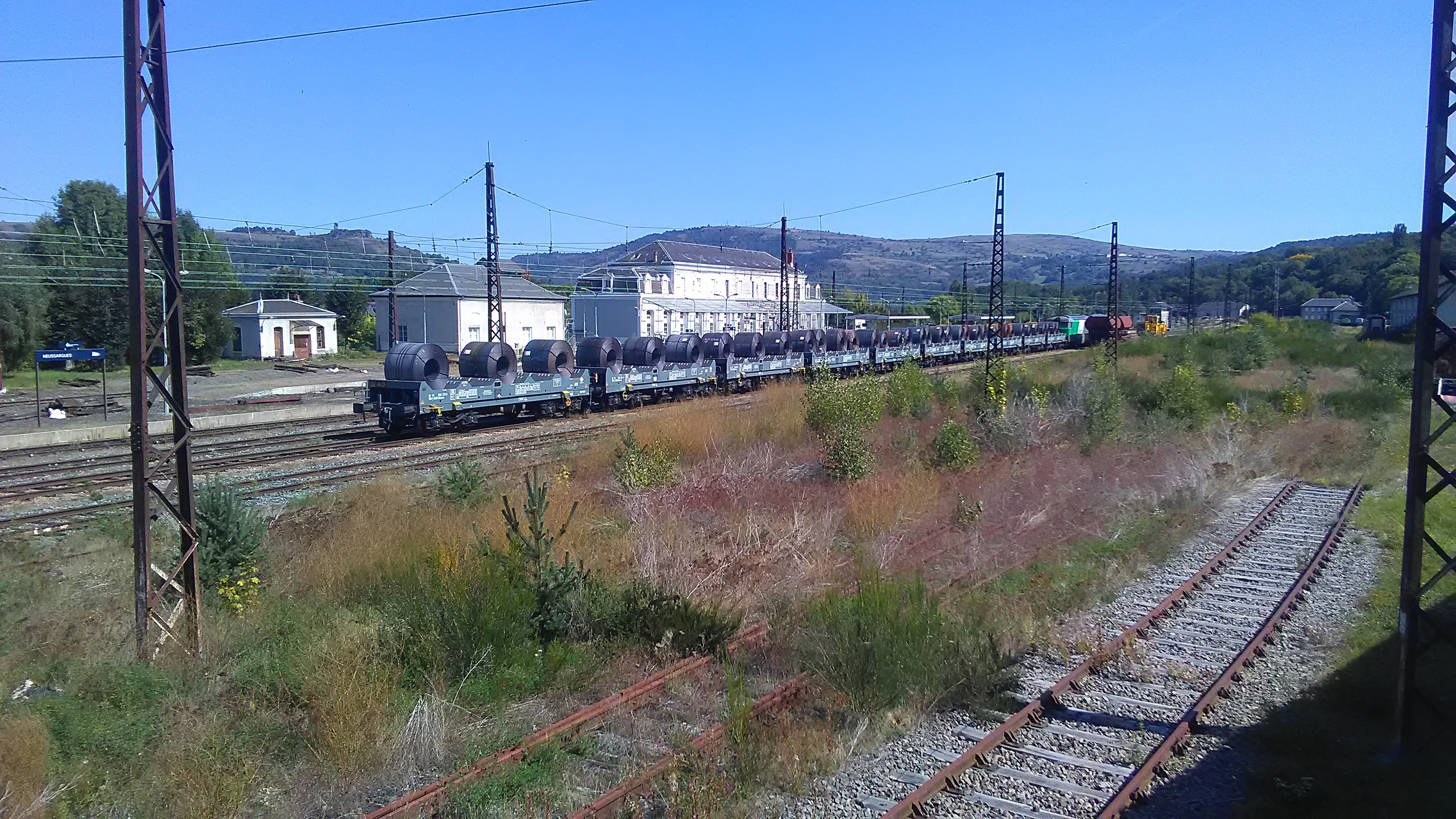
Gare de Neussargues.

La gare de Neussargues a longtemps été un nœud ferroviaire important (gare de bifurcation) entre la ligne de Neussargues à Béziers, dite ligne des Causses, la ligne Figeac - Arvant reliant Clermont-Ferrand à Aurillac et la ligne de Neussargues à Bort-les-Orgues (aujourd'hui déclassée), mais cet aspect a fortement décliné aujourd'hui.
Les principales activités de la commune tournent actuellement autour de fabrique de sacs en plastique, de la carrière sous le rocher de Laval, d'une entreprise de fromagerie et des abattoirs municipaux.
Neussargues essaie également de développer le tourisme dans la commune, avec notamment la construction d'un camping équipé de chalets.
- Taux de chômage (2014) : 9,9 %[13]
- Revenu moyen par ménage : 19 560 €[13] par an

## Culture locale et patrimoine

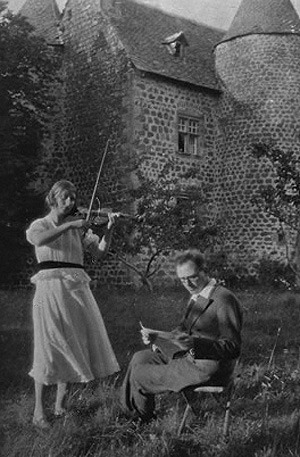
Claire et Olivier Messiaen en 1933 (après leur mariage), devant le château Benoît qui se situe dans la rue de l'Église,.

### Lieux et monuments
- Le château Benoît, propriété privée, qui fut séjourné par le compositeur Olivier Messiaen après son mariage. Ce château donna naissance à deux de ses œuvres, L'Ascension et la Messe pour 8 sopranos et 4 violons en 1933[15]. Sur un mur de la porte, il y a une plaque :
« ÉPRIS D'IDÉAL / CLAIR ET OLIVIER / CRÉATEURS D'UNE / MUSIQUE NOUVELLE / VÉCURENT ICI / DES JOURS DE BONHEUR. »[16]
- L'église de l'Immaculée-Conception, située devant ce chateau.
- Le château Marguerite, propriété privée, construit en pierre en 1880.
- L'église Saint-Hilaire de Moissac, dont l'intérieur est classé Monument historique.
- Hameau de Giraltat, ancienne grange dîmière de la paroisse de Moissac

### Personnalités liées à la commune
- Pierre Fontanier (1765 - † 1844)
- Olivier Messiaen (1908 - † 1992), compositeur et organiste français[17],[18]
- Claire Delbos (1906 - † 1959), violoniste, première épouse d'Olivier Messiaen, de laquelle la famille possédait le château Benoît[14]. Pendant la Deuxième guerre mondiale, elle restait à Neussargues, en attendant la rentrée de son époux, devenu prisonnier[19],[20].